# Eremiaphila pyramidum
Eremiaphila pyramidum es una especie de mantis de la familia Eremiaphilidae.

## Distribución geográfica
Se encuentra en Egipto y Libia.